# Panamá nos Jogos Olímpicos de Verão da Juventude de 2010
O Panamá participou nos Jogos Olímpicos de Verão da Juventude de 2010 em Singapura. A sua delegação foi composta por sete atletas que competiram em três esportes.

## Atletismo
| Evento                       | Atleta        | Qualificação | Qualificação | Final     | Final        |
| Evento                       | Atleta        | Resultado    | Posição      | Resultado | Posição      |
| ---------------------------- | ------------- | ------------ | ------------ | --------- | ------------ |
| Salto em distância masculino | Juan Mosquera | 7,04         | 10º          | 4,37      | 5º (Final B) |
| 100 m masculino              | Mateo Edward  | 10.99        | 8º (2º q5)   | 10.80     | 8º (Final A) |

## Basquetebol
Masculino:
| Elenco                                                        | Preliminares                                                | Preliminares | Classificação 17-20                                   | Pos. final |
| Elenco                                                        | Grupo B                                                     | Pos.         | Classificação 17-20                                   | Pos. final |
| ------------------------------------------------------------- | ----------------------------------------------------------- | ------------ | ----------------------------------------------------- | ---------- |
| Alejandro Grant Bryan Waithe Darwin Archibold Enrique Grenald | Lituânia D 14-33 Argentina D 16-27 Irã D 21-29 Egito D 7-30 | 5º           | Índia D 22-28 Cingapura D 20-33 África do Sul D 13-21 | 20º        |

## Hipismo
| Atleta                                                                         | Cavalo                   | Evento            | Preliminares | Preliminares | Preliminares | Preliminares | Preliminares | Preliminares | Final       | Final       | Pos. final |
| Atleta                                                                         | Cavalo                   | Evento            | Rodada A     | Rodada A     | Rodada B     | Rodada B     | Rodada B     | Total A+B    | Penal.      | Tempo       | Pos. final |
| Atleta                                                                         | Cavalo                   | Evento            | Penal. salto | Pos.         | Penal. salto | Penal. tempo | Total B      | Total A+B    | Penal.      | Tempo       | Pos. final |
| ------------------------------------------------------------------------------ | ------------------------ | ----------------- | ------------ | ------------ | ------------ | ------------ | ------------ | ------------ | ----------- | ----------- | ---------- |
| Alejandra Ortiz                                                                | Sobraon Park Fancy Pants | Saltos individual | 8            | 16º          | 12           | 0            | 12           | 20           | Não avançou | Não avançou | 23º        |
| Alejandra Ortiz (como integrante da equipe América do Norte, Central e Caribe) | Sobraon Park Fancy Pants | Saltos por equipe | 16           | 6º           | 16           | 0            | 16           | 32           | Não avançou | Não avançou | 6º         |